# Calea ferată Sighetu Marmației–Ivano-Frankivsk
Calea ferată Sighetu Marmației–Ivano-Frankivsk este o cale ferată de legătură în România și Ucraina. Ea se întinde pe văile râurilor Tisa, Prut și Bîstrîția Nadvirnianska și traversează o creastă din Carpații Orientali.

## Istoric
În perioada construirii sale, această cale ferată străbătea o regiune aflată pe teritoriul Austro-Ungariei. Tronsonul sudic al căii ferate se afla în Comitatul Maramureș din Regatul Ungariei, iar cel nordic în Galiția (care aparținea de Austria).
În anul 1866 compania Lemberg-Czernowitzer Eisenbahn a finalizat și deschis traficului o cale ferată de la Lemberg prin Stanislau către Cernăuți. În 1872 a fost pusă în funcțiune pe teritoriul unguresc Calea ferată Debrecen–Sighetu Marmației (pe atunci Máramarossziget).
La începutul anilor 1890 guvernele austriac și ungar au convenit să construiască o cale ferată peste Carpații Orientali, care să conecteze orașele Sighetu Marmației și Stanislau (azi Ivano-Frankivsk). La 1 iulie 1892 împăratul Franz Joseph I a semnat legea privind construcția părții austriece a traseului (Stanislau-Woronienka). Costurile au fost estimate la 9,8 milioane de florini (guldeni). Construcția și exploatarea traseului urmau să fie efectuate de către stat. Porțiunea austriacă a traseului a fost construită începând din 1893 sub coordonarea inginerului Friedrich Bischoff von Klammstein  și a fost finalizată la 20 noiembrie 1894. Este de remarcat traversarea văilor montane pe poduri de piatră cu arc, după ce anterior construcțiile similare erau fabricate din lemn sau din structuri de oțel. În timpul construcției a avut loc o epidemie de holeră care a dus la îmbolnăvirea unor muncitori, ceea ce a făcut necesară înființarea unui spital de urgență de către Crucea Roșie din Austria.
Guvernul ungar a adoptat legea privind construirea căii ferate în anul 1891 și a semnat un an mai târziu contractul de concesiune. Tronsonul de la Sighetu Marmației către Frasin (în maghiară Kőrösmező; azi Iasinia) a putut fi inaugurat la 15 decembrie 1894. Ultimul tronson (de la Frasin la granița austro-ungară) a fost pus în funcțiune la 15 august 1895.
Astfel, calea ferată a fost finalizată în întregime; porțiunea austriacă a fost exploatată de către k.k. österreichische Staatsbahnen, iar cea ungară de către compania feroviară MÁV.
În Primul Război Mondial, linia de cale ferată a dobândit o importanță strategică în zona de luptă între trupele austro-ungare și cele rusești.
În deceniile următoare, această cale ferată a cunoscut o istorie controversată din cauza revizuirii frecvente a frontierelor. În primul rând, la sfârșitul Primului Război Mondial s-a destrămat statul austro-ungar. 
Linia a fost împărțit în trei părți: 
- partea de sud - care a revenit României,
- tronsonul median situat între gările Berlebaș (Kostîlivka) și Frasin (Iasinia) de pe teritoriul Ucrainei carpatice - a fost acordat Cehoslovaciei și nu a avut nici o legătură cu restul rețelei feroviare cehoslovace.
- partea de nord, adică fosta porțiune austriacă (galițiană) a traseului – a revenit Poloniei.

În 1928 s-a încheiat un acord între Polonia, Cehoslovacia și România cu privire la modul de folosire a acestei linii.
Ca urmare a Primului arbitraj de la Viena din martie 1939, Ungaria a primit Ucraina Carpatică, teritoriu stăpânit până atunci de Cehoslovacia. Câteva luni mai târziu, prin Pactul germano-sovietic de neagresiune (cunoscut ca Pactul Ribbentrop-Molotov) partea de nord a liniei a trecut la Uniunea Sovietică. În 1940, prin Al doilea arbitraj de la Viena (cunoscut ca Dictatul de la Viena), România a trebuit să cedeze Ungariei partea de sud a Maramureșului. În 1941 Wehrmacht-ul german a atacat Uniunea Sovietică; la 1 august 1941, după cucerirea Galiției, autoritățile militare germane de ocupație au înființat Ostbahndirektion Lemberg, care a fost subordonată Direcției Generale a Căilor Ferate de Est (Gedob). Aceasta a preluat exploatarea căilor ferate din Galiția și, prin urmare, și a porțiunii nordice a traseului descris aici. După sfârșitul celui de-al doilea război mondial, URSS a anexat atât Galiția, cât și Ucraina carpatică, astfel că partea centrală și de nord a acestei căi ferate a trecut pe teritoriul său. România a primit înapoi partea de sud a Maramureșului.
Compania feroviară sovietică de stat SJD a schimbat ecartamentul liniilor, porțiunea de cale ferată preluată fiind trecută de la ecartament normal la ecartament lat (1520 mm). Deoarece tronsonul de la vest de Sighetu Marmației al căii ferate Debrecen–Sighetu Marmației, în apropierea localității Câmpulung la Tisa, a trecut iarăși pe teritoriul sovietic, s-a rupt legătura tronsonului de pe teritoriul românesc de la Valea Vișeului prin Sighetu Marmației către Câmpulung la Tisa cu rețeaua feroviară a României. Începând din 1944 s-au instalat și aici șine cu ecartament lat.
În 1949 a fost pusă în funcțiune Calea ferată Salva–Vișeu de Jos. România a stabilit astfel o legătură a căilor ferate din Maramureș cu restul rețelei sale feroviare. Ca urmare, tronsonul între Valea Vișeului și Sighetu Marmației a fost echipat cu patru șine, pentru a putea fi folosit atât de trenurile care circulă pe șine cu ecartament normal, cât și de cele care circulă pe șine cu ecartament lat. La începutul anilor 1990, CFR-ul a construit căi ferate cu patru șine și pe tronsonul Câmpulung la Tisa-Sighetu Marmației. Ambele puncte de trecere a frontierei sunt echipate numai cu șine cu ecartament lat.
După destrămarea Uniunii Sovietice în 1991, partea de nord a traseului a fost preluată de compania feroviară ucraineană de stat Ukrzaliznîția de la fosta companie feroviară sovietică.

## Situație actuală
Calea ferată Sighetu Marmației–Ivano-Frankivsk este cu linie simplă și neelectrificată. Tronsonul românesc între Sighetu Marmației și Valea Vișeului face parte din magistrala feroviară ce leagă Maramureșul de Transilvania. Pe aici circulă zilnic pe fiecare sens cam cinci trenuri de persoane. Trenurile de noapte de la Sighetu Marmației către București și Timișoara au fost desființate în anul 2020. În Ucraina circulă zilnic circa șase trenuri de persoane între Rahău și Ivano-Frankivsk, dintre care două își continuă drumul până la Liov.
Daunele produse de inundațiile care au avut loc începând din 2007 pe valea Tisei, la sud de Rahău, au dus la întreruperea circulației trenurilor. În 2009 a fost programată o redeschidere în curând a traficului de frontieră, dar aceasta nu a avut loc până acum din cauza divergențelor politice între România și Ucraina.

## Fotogalerie

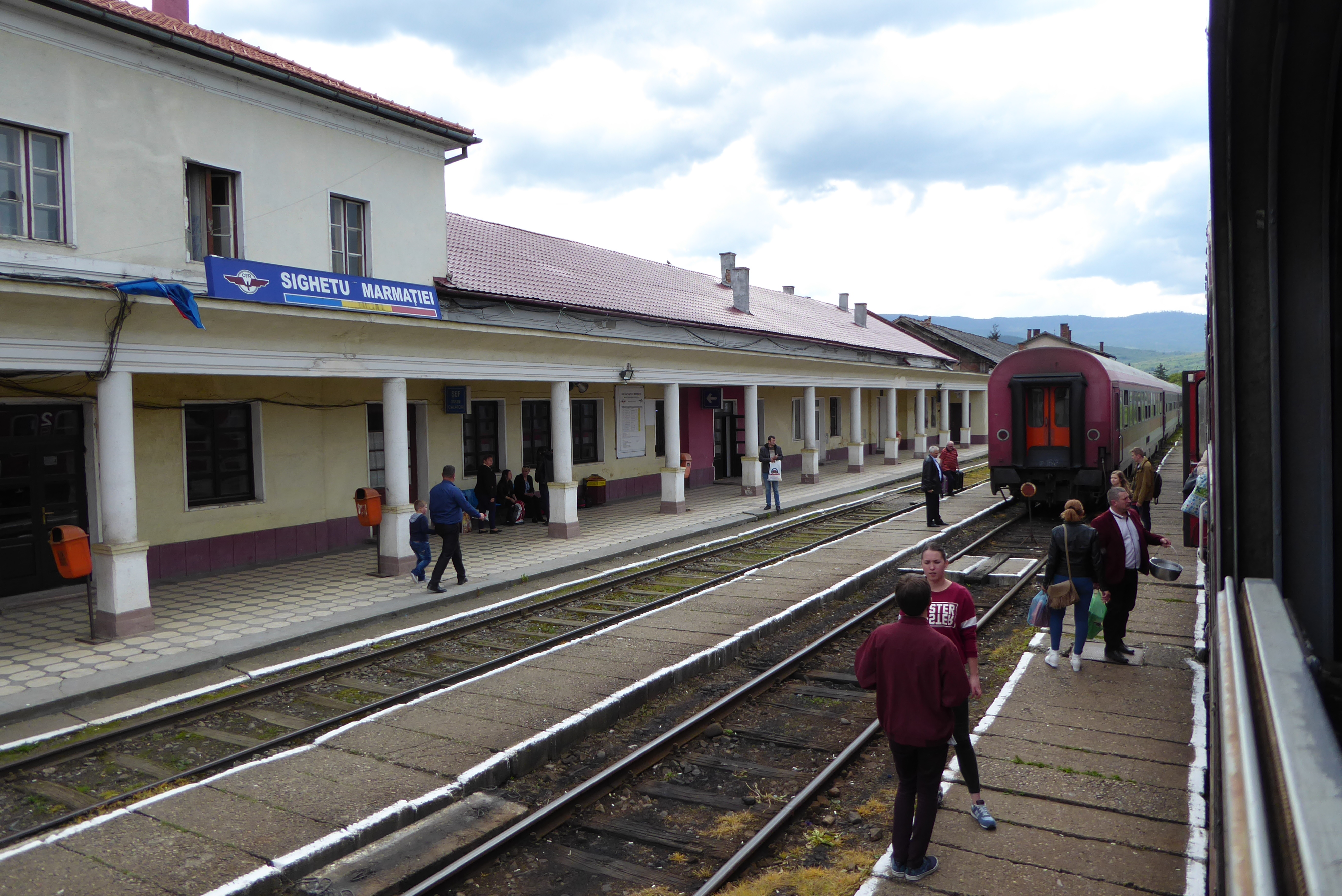
Gara Sighetu Marmației
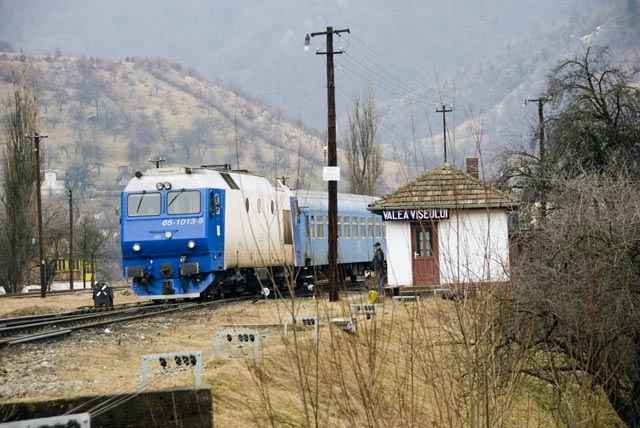
Stația Valea Vișeului
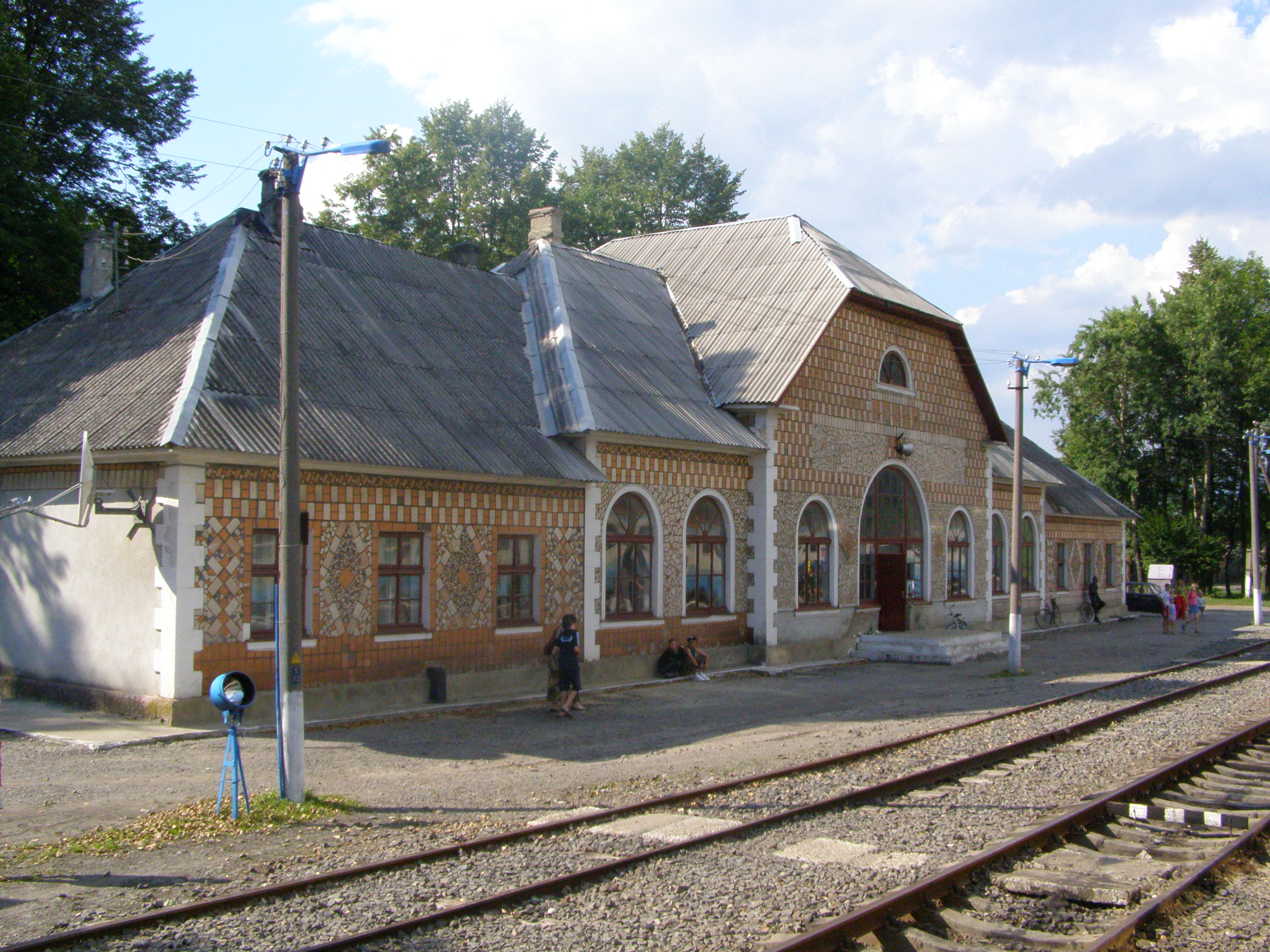
Gara Frasin (Iasinia)
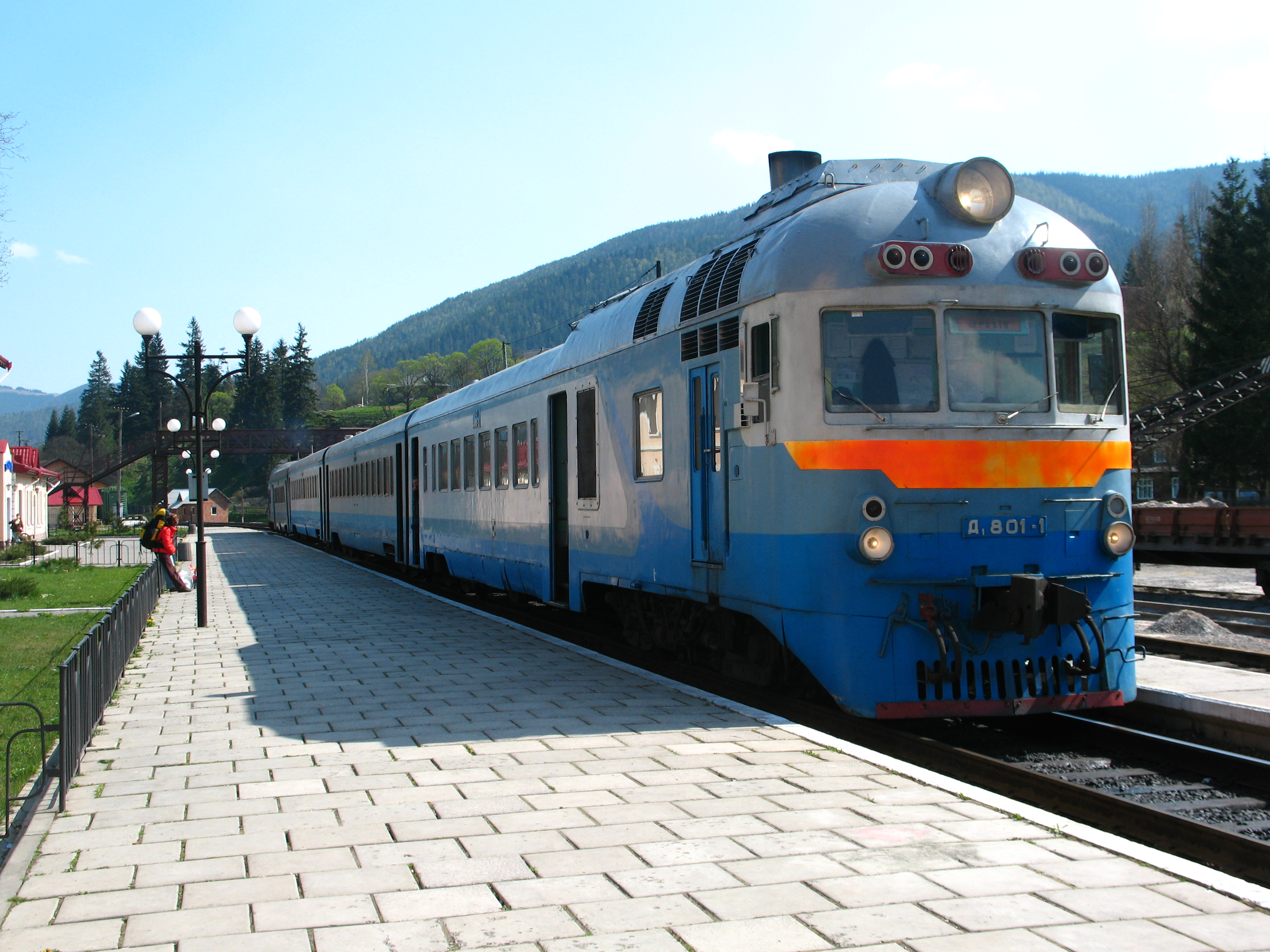
Gara Vorohta